# Kunst Haus Wien

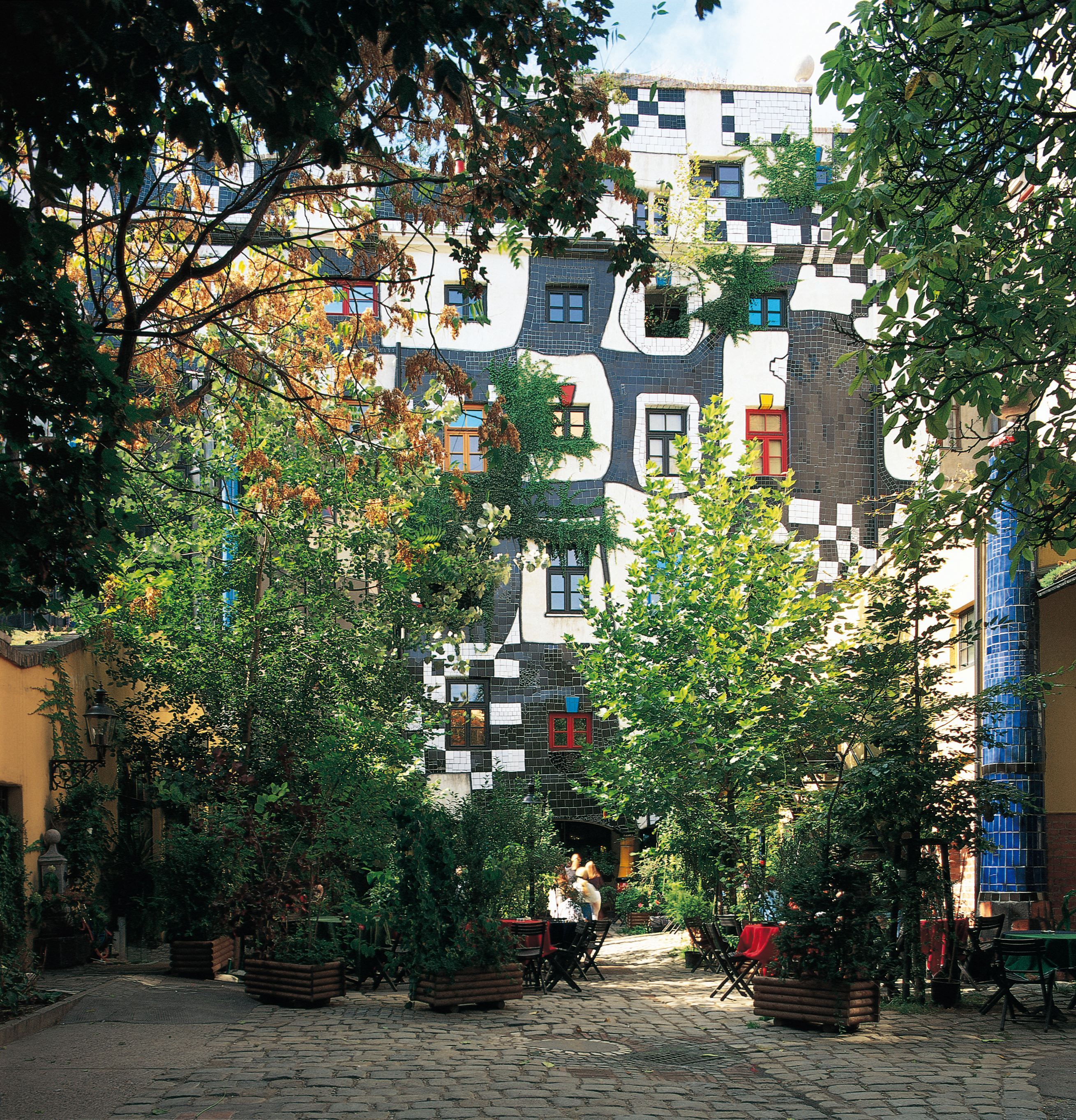
Fassade: trotz weitgehend identischer Fenstermaße wirken diese unsymmetrisch angeordnet

Das 1991 eröffnete Kunst Haus Wien ist ein von Friedensreich Hundertwasser gestaltetes Museum. Es befindet sich in der Unteren Weißgerberstraße 13 im 3. Wiener Gemeindebezirk, Landstraße.
Es handelt sich um die weltweit einzige permanente Ausstellung der Werke von Friedensreich Hundertwasser, darüber hinaus werden regelmäßig Wechselausstellungen von Werken anderer Künstler gezeigt. Die Ausstellungsfläche beträgt rund 1600 m².

## Das Museum
Um die Idee eines Museums zu realisieren, das sich der Kunst Hundertwassers widmet, aber auch für Wechselausstellungen geeignet ist, wurden die Gebäude der ehemaligen Möbelfabrik Thonet aus dem Jahr 1892 umgebaut. Diese Umgestaltung wurde von Architekt Peter Pelikan geplant und in den Jahren 1989 bis 1991 durchgeführt, Bauherr war die Bank für Arbeit und Wirtschaft. Die Eröffnung fand am 9. April 1991 statt.
Das Gebäude ist im typischen Stil Hundertwassers gestaltet, daher sind nur selten gerade Linien zu finden. Der Boden ist uneben, farbige Keramik und Mosaiken bestimmen die Oberflächen und Grünpflanzen sind in die Raumgestaltung einbezogen. Im Foyer befindet sich ein Brunnen, der von Hans Muhr gestaltet wurde. Im Erdgeschoß sind außerdem ein Museumshop und ein Restaurant untergebracht, das mit seiner pflanzenreichen Gestaltung einem Wintergarten ähnelt. Über eine uneben gewundene Treppe gelangt man zu den oberen Etagen, zwei davon sind dem Werk Hundertwassers gewidmet. Damit diese Räumlichkeiten ausreichend mit Tageslicht durchflutet sind, ließ Hundertwasser einen Vorbau mit Glasfront anbauen. Im dritten und vierten Stockwerk des Gebäudes werden wechselnde Sonderausstellungen internationaler Künstler gezeigt.
Nur knapp 400 Meter entfernt, in der Kegelgasse 34–38, Ecke Löwengasse, befindet sich das 1985 fertiggestellte Hundertwasserhaus, eine ebenfalls nach den Ideen Hundertwassers gestaltete Wohnhausanlage der Gemeinde Wien.
2014 wurde Bettina Leidl Allein-Geschäftsführerin im Kunst Haus Wien. Während ihrer Direktion wurde das Kunsthaus als erstes Museum in Österreich mit dem Umweltzeichen ausgezeichnet. 2022 wurde Gerlinde Riedl zur Nachfolgerin von Bettina Leidl als Geschäftsführerin im Kunst Haus Wien bestellt.

## Bautechnik
Das Bauwerk wurde traditionell errichtet, lediglich nicht tragende Fassadenelemente sowie angrenzende Bauteile wurden (nicht flächendeckend) mit glasierten Mosaiksteinen verkleidet. Im Gegensatz zu Antoni Gaudí verwendete Hundertwasser hier symmetrische Mosaiksteine, die nicht zufällig angeordnet wurden. Ebenso ist die Größe der Steine nicht zufällig, was bei Mosaiken an Bauwerken bis dahin lediglich bei industrieller Produktion üblich war. Durch die Einbeziehung nahezu aller Fassadenelemente in das Gesamtbild und die ganz bewusste Verschleierung der Geschoßgrenzen entstand das Besondere dieses Gebäudes. Zum unebenen Fußboden des Hauses sagte Hundertwasser:

„Ein belebter, unebener Fußboden bedeutet eine Wiedergewinnung der Menschenwürde, die dem Menschen im nivellierenden Städtebau entzogen wurde.“

## Abbildungen

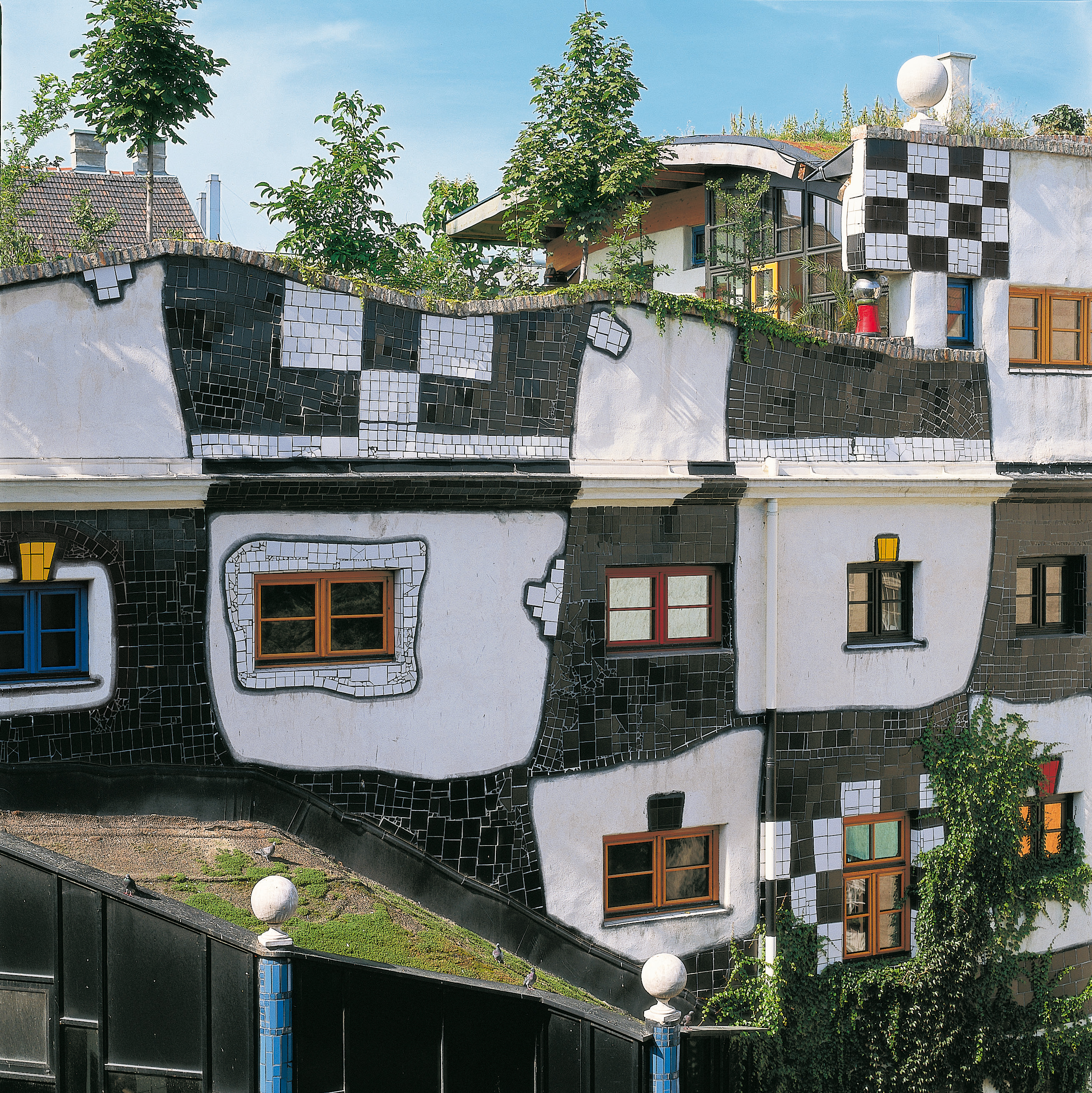
Detail Dach/Drempelbereich, Dachrinnenentwässerung, Regenrinne und Fallrohr sind ins Gesamtdesign integriert
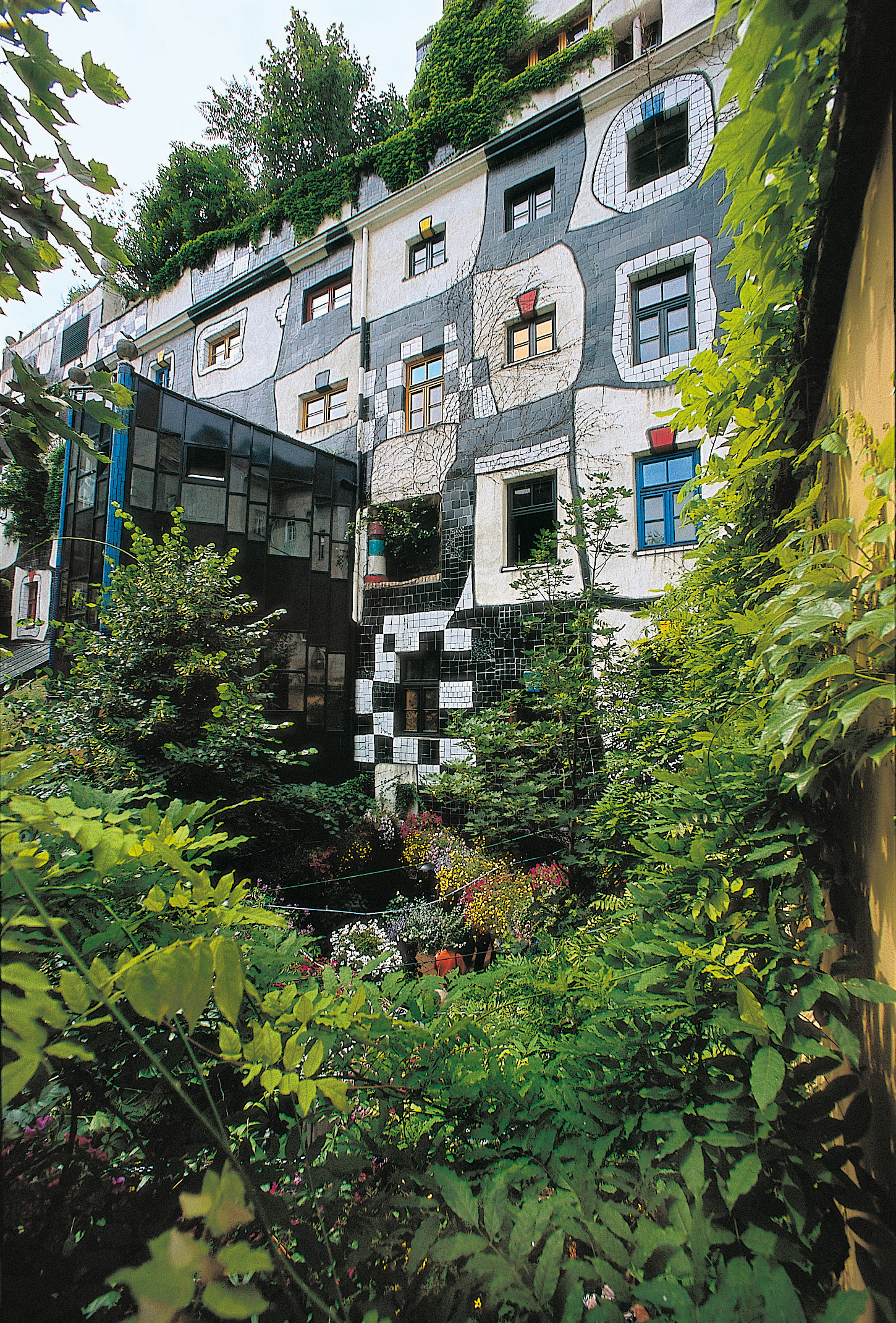
Der Anbau wirkt durch geschickte Fensteranordnung ansteigend und schief
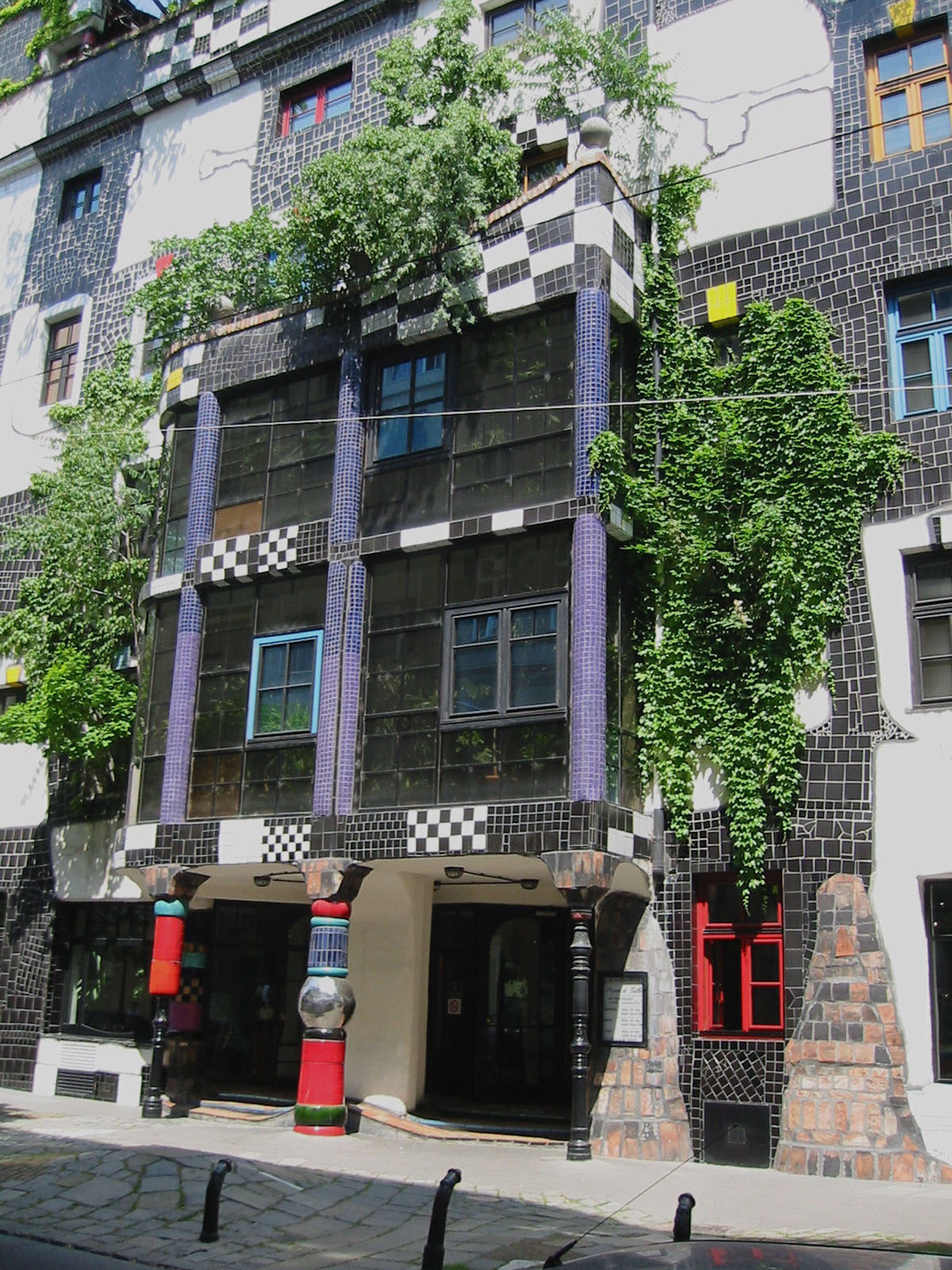
Immer wieder andere Anordnungen verschieden dimensionierter Mosaike lockern die Fassade auf
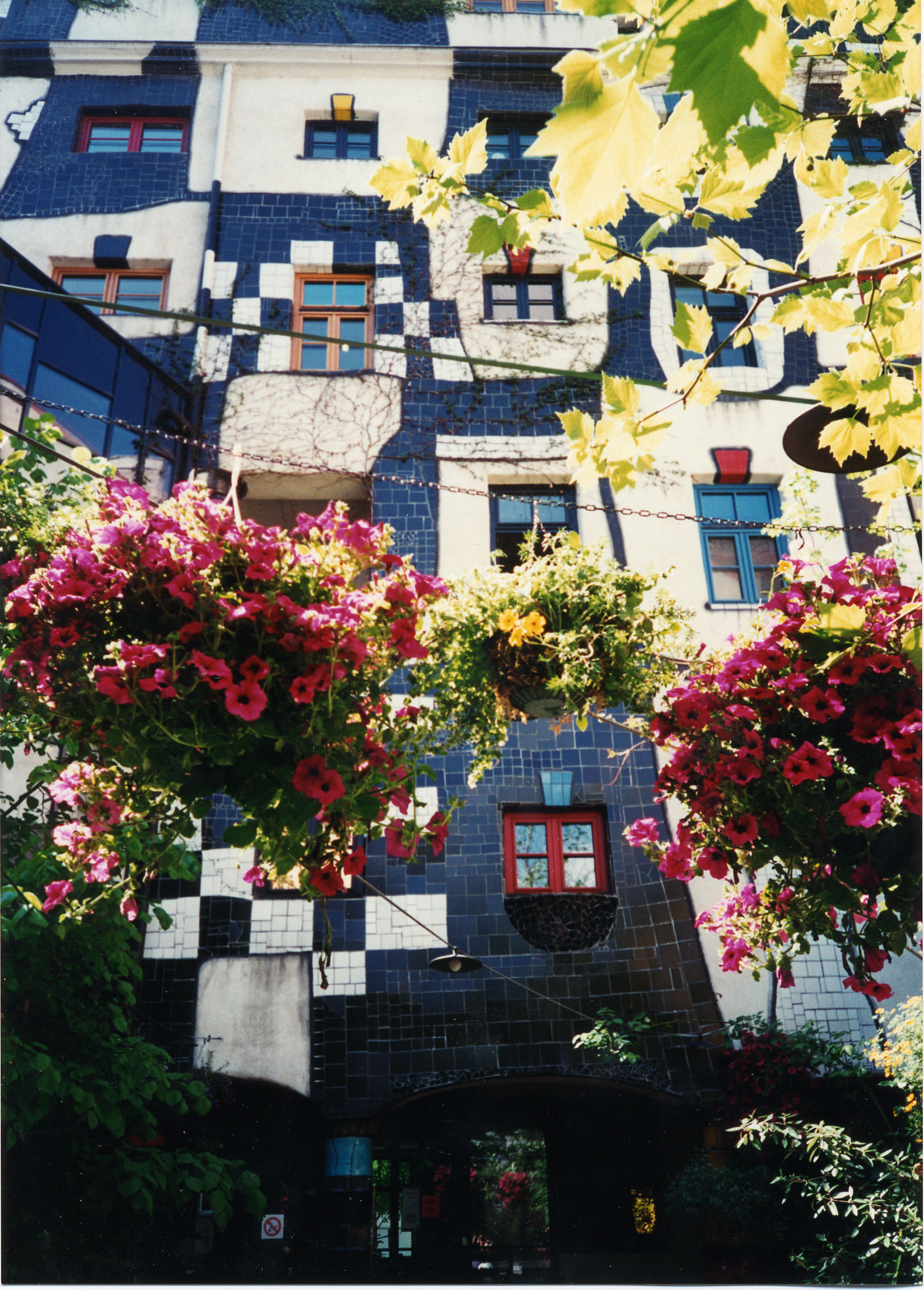
Fenster- und Fassadengestaltung wiederholen sich an der Gartenfassade, in der Architektur eher unüblich